# 沃爾奇納河
57°49′08″N 35°52′04″E / 57.81889°N 35.86778°E

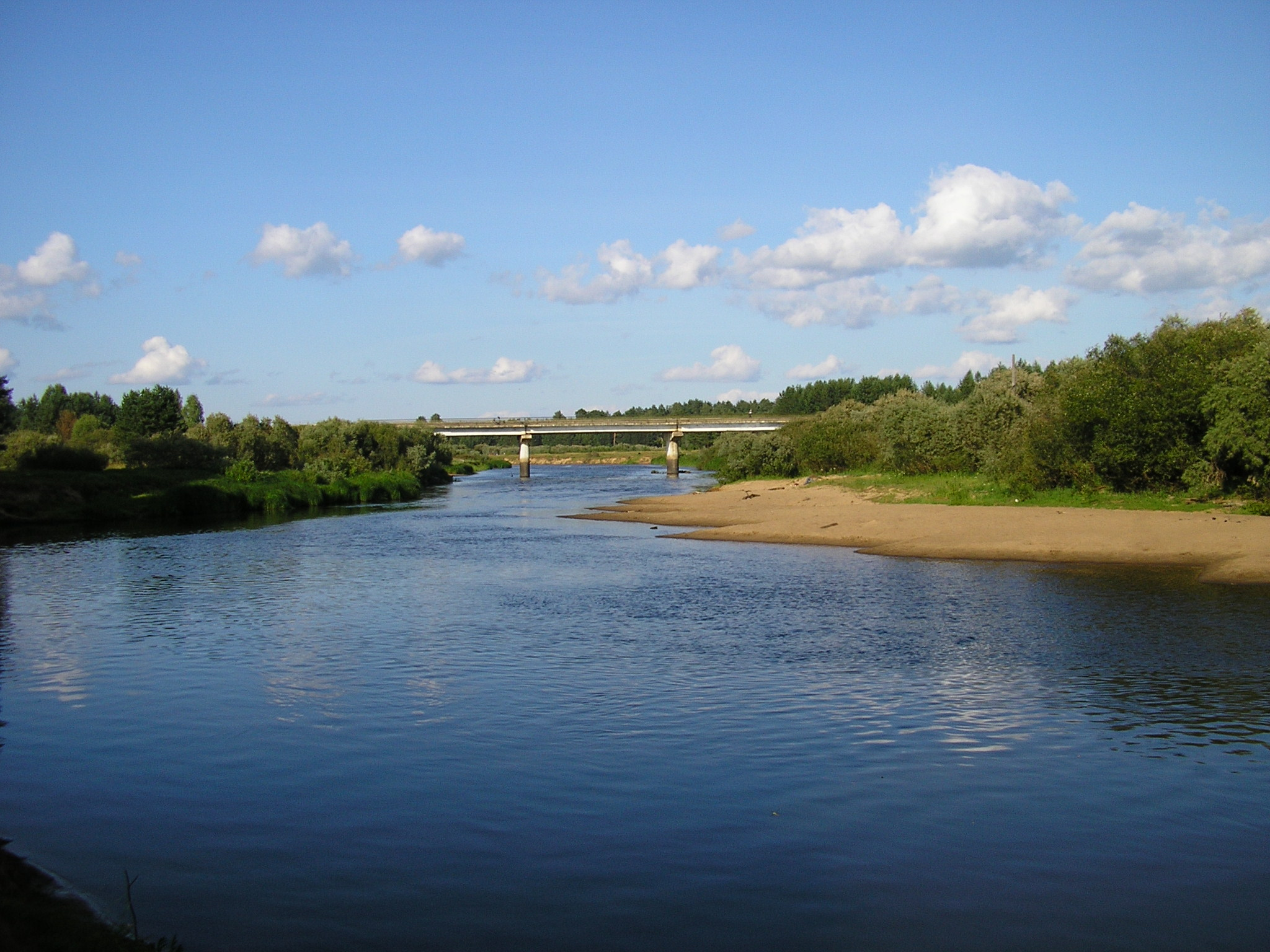

沃爾奇納河（俄语：Волчина），是俄羅斯的河流，位於該國西部特維爾州，屬於莫洛加河的左支流，發源自沃爾奇諾湖，河道全長106公里，流域面積3,050平方公里。